# Ocyceros gingalensis
El cálao gris cingalés (Ocyceros gingalensis) es una especie de ave bucerotiforme de la familia Bucerotidae.

## Descripción
Es un ave grande, mide 45 cm de largo. Sus alas son grises con plumas primarias negras, dorso gris, y corona marrón. Su larga cola es negruzca con laterales blancos, y las partes inferiores son blancas. El largo pico curvo no posee casque. Ambos sexos son similares, aunque el pico del macho es de color crema, mientras que el de la hembra es negro con una raya color crema. Las aves inmaduras tienen sus partes inferiores de color gris oscuro, pico color crema, y su cola tiene el extremo blanco. Su vuelo es lento y poderoso.

## Comportamiento
Se alimenta principalmente de higos, aunque ocasionalmente come pequeños roedores, reptiles e insectos. La hembra pone hasta cuatro huevos blancos en un hueco en un árbol, el cual sella con una pasta de barro, deposiciones y pulpa de higo durante el periodo de incubación. Deja solo una abertura pequeña, apenas del tamaño para que el macho le pueda pasar comida a la madre y a los pichones.

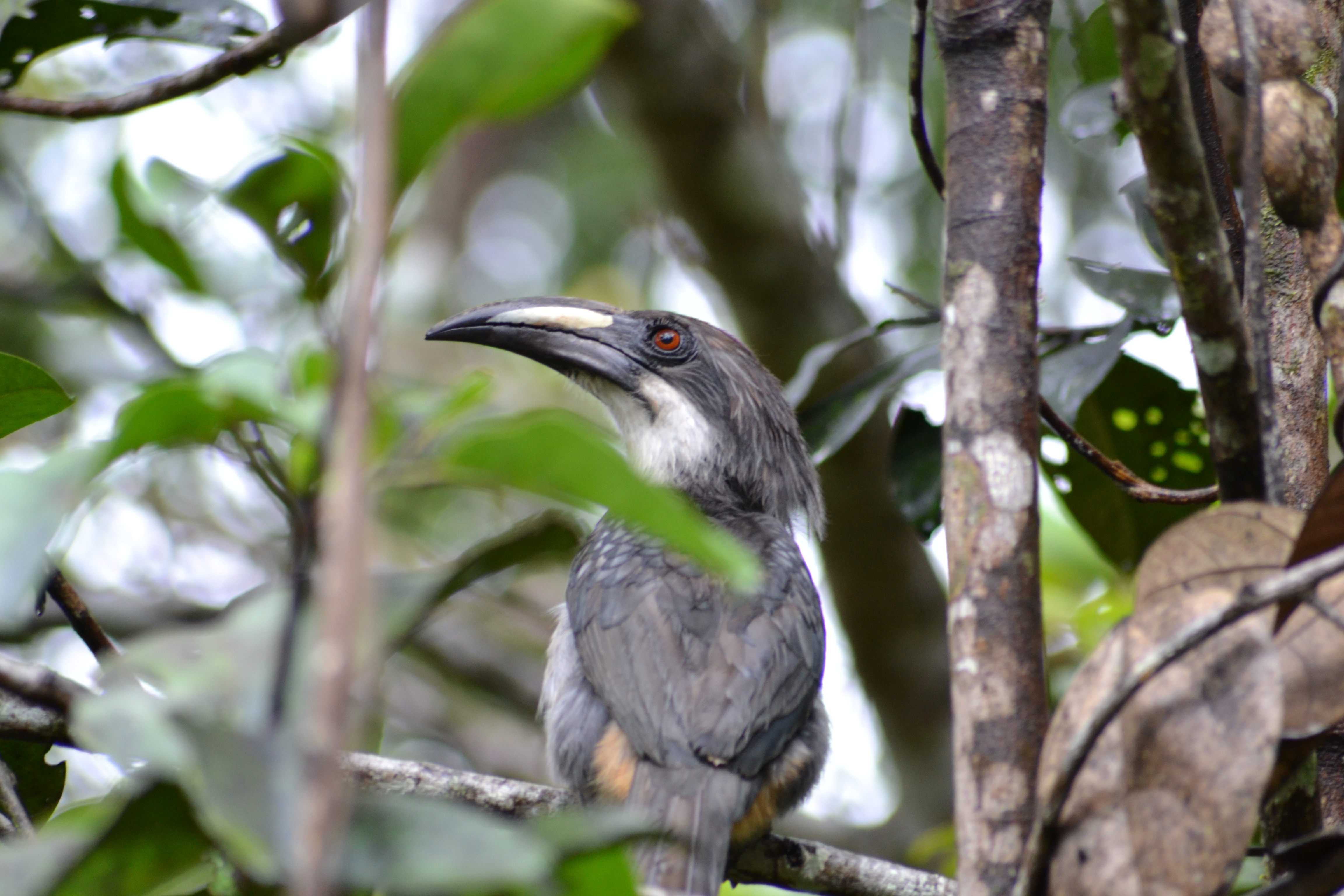
Ejemplar en Reserva forestal de Sinharaja.

Por lo general viven en parejas o pequeñas bandadas de hasta cinco ejemplares (2 adultos y 2-3 juveniles). Son omnívoros, consumen bayas, frutos, insectos y pequeñas lagartijas.

## Distribución y hábitat
Es muy común y un reproductor residente endémico de Sri Lanka. Es un ave gregaria que habita en bosques.